# Amphicyclus
Amphicyclus is een geslacht van zeekomkommers uit de familie Cucumariidae.

## Soorten
- Amphicyclus japonicus Bell, 1884
- Amphicyclus mortenseni Heding & Panning, 1954
- Amphicyclus thomsoni (Hutton, 1878)